# Bonnevaux-le-Prieuré
Pour les articles homonymes, voir Bonnevaux.
Bonnevaux-le-Prieuré est une ancienne commune française située dans le département du Doubs en région Franche-Comté, devenue, le 1er janvier 2016, une commune déléguée de la commune nouvelle d'Ornans.
À l'origine, Bonnevaux-du-Bas s'est construit autour d'un prieuré dont il reste aujourd'hui une belle petite chapelle, avec un clocher classé du XIIe.
Bonnevaux-du-Haut, commune d'aujourd'hui, s'est construite autour de son église dédiée à Saint Marcellin, fêté le 1er dimanche de juin.
La vallée de la Brême, avec sa belle roche du tourbillon et autres sites remarquables immortalisés par Gustave Courbet, accueille de nombreux touristes. On peut admirer, dans la vallée de Plaisir-Fontaine, un cirque de verdure. Prenant sa source dans la Grotte de Plaisir-Fontaine, site classé en 1912, le ruisseau du même nom alimente une pisciculture-salmoniculture.
Les habitants se nomment les Bonvallais et Bonvallaises.

## Géographie

### Toponymie
Bonovallis en 1030 ; Vals en 1092 ; Bonavalle en 1148. Bonnevaux est devenu Bonnevaux-le-Prieuré par décret du 24 janvier 1922.

## Politique et administration
| Période                                  | Période          | Identité             | Étiquette | Qualité |
| ---------------------------------------- | ---------------- | -------------------- | --------- | ------- |
| 1995                                     | 2014             | Henri Cote           |           |         |
| mars 2014                                | 31 décembre 2015 | Jean-Maurice Boillon | SE        | Artisan |
| Les données manquantes sont à compléter. |                  |                      |           |         |

### Liste des maires délégués successifs
| Période                                  | Période  | Identité             | Étiquette | Qualité |
| ---------------------------------------- | -------- | -------------------- | --------- | ------- |
| 1er janvier 2016                         | En cours | Jean-Maurice Boillon | SE        | Artisan |
| Les données manquantes sont à compléter. |          |                      |           |         |

## Démographie
L'évolution du nombre d'habitants est connue à travers les recensements de la population effectués dans la commune depuis 1793. À partir du 1er janvier 2009, les populations légales des communes sont publiées annuellement dans le cadre d'un recensement qui repose désormais sur une collecte d'information annuelle, concernant successivement tous les territoires communaux au cours d'une période de cinq ans. 
Pour les communes de moins de 10 000 habitants, une enquête de recensement portant sur toute la population est réalisée tous les cinq ans, les populations légales des années intermédiaires étant quant à elles estimées par interpolation ou extrapolation. Pour la commune, le premier recensement exhaustif entrant dans le cadre du nouveau dispositif a été réalisé en 2008,.
En 2013, la commune comptait 112 habitants, en évolution de +0,9 % par rapport à 2008 (Doubs : +2,04 %, France hors Mayotte : +2,49 %).
| 1793 | 1800 | 1806 | 1821 | 1831 | 1836 | 1841 | 1846 | 1851 |
| ---- | ---- | ---- | ---- | ---- | ---- | ---- | ---- | ---- |
| 150  | 143  | 197  | 236  | 261  | 225  | 234  | 231  | 216  |

| 1856 | 1861 | 1866 | 1872 | 1876 | 1881 | 1886 | 1891 | 1896 |
| ---- | ---- | ---- | ---- | ---- | ---- | ---- | ---- | ---- |
| 217  | 195  | 176  | 163  | 163  | 248  | 137  | 127  | 124  |

| 1901 | 1906 | 1911 | 1921 | 1926 | 1931 | 1936 | 1946 | 1954 |
| ---- | ---- | ---- | ---- | ---- | ---- | ---- | ---- | ---- |
| 111  | 100  | 103  | 93   | 88   | 72   | 78   | 81   | 80   |

| 1962 | 1968 | 1975 | 1982 | 1990 | 1999 | 2008 | 2013 | - |
| ---- | ---- | ---- | ---- | ---- | ---- | ---- | ---- | - |
| 82   | 73   | 71   | 77   | 93   | 93   | 111  | 112  | - |

## Lieux et monuments
- Vallée classée (falaises) ;
- Grotte de Plaisir-Fontaine (peinte par Gustave Courbet) ;
- Roche du Tourbillon ;
- Chapelle du XIIe siècle (clocher) ;
- Moulin.
- Pisciculture (hameau de Plaisir-Fontaine).

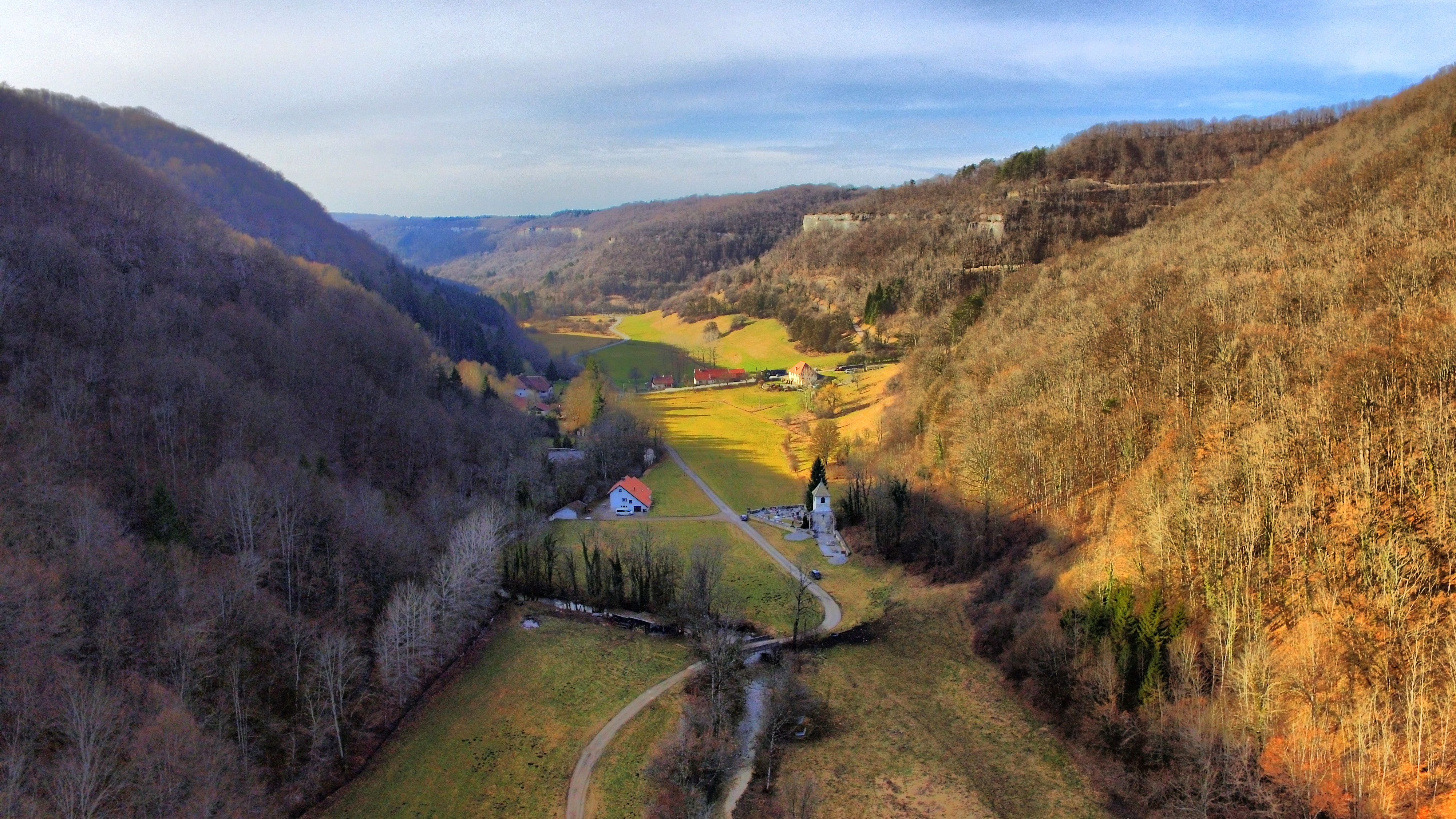
La vallée de la Brême au niveau de Bonnevaux-du-Bas.
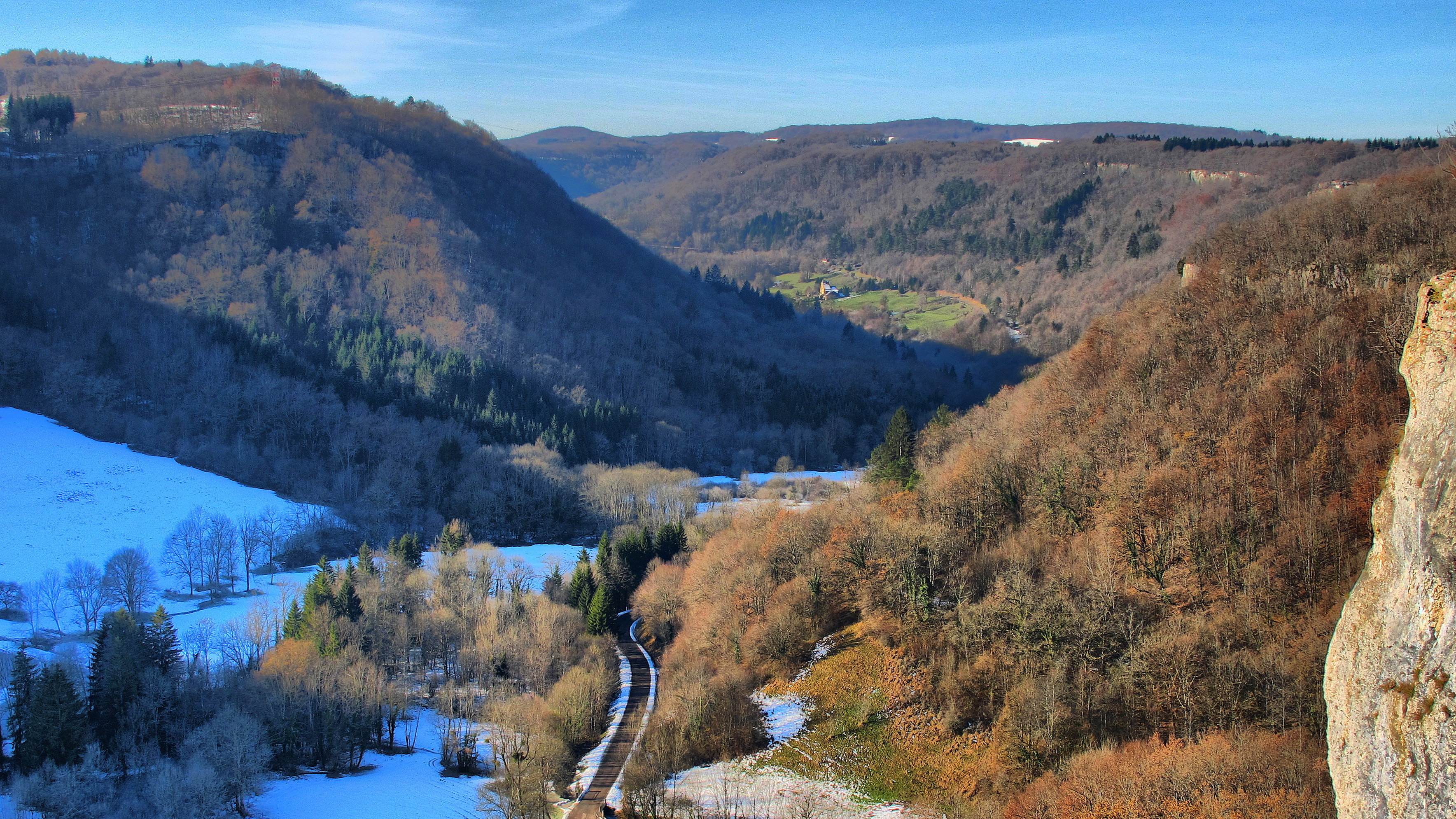
La vallée de la Brême depuis le rocher du Tourbillon.
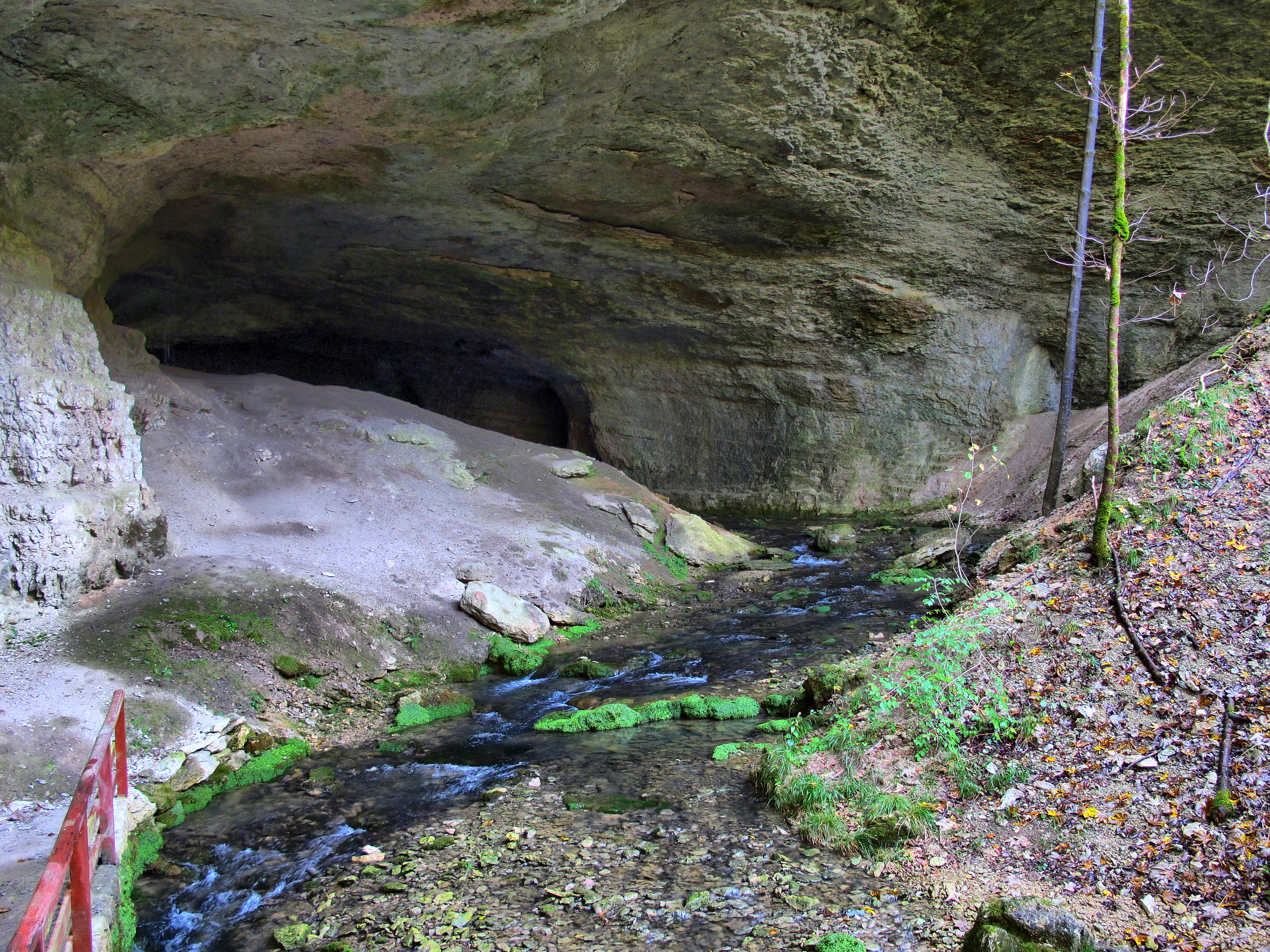
La grotte de la source de Plaisir-Fontaine.
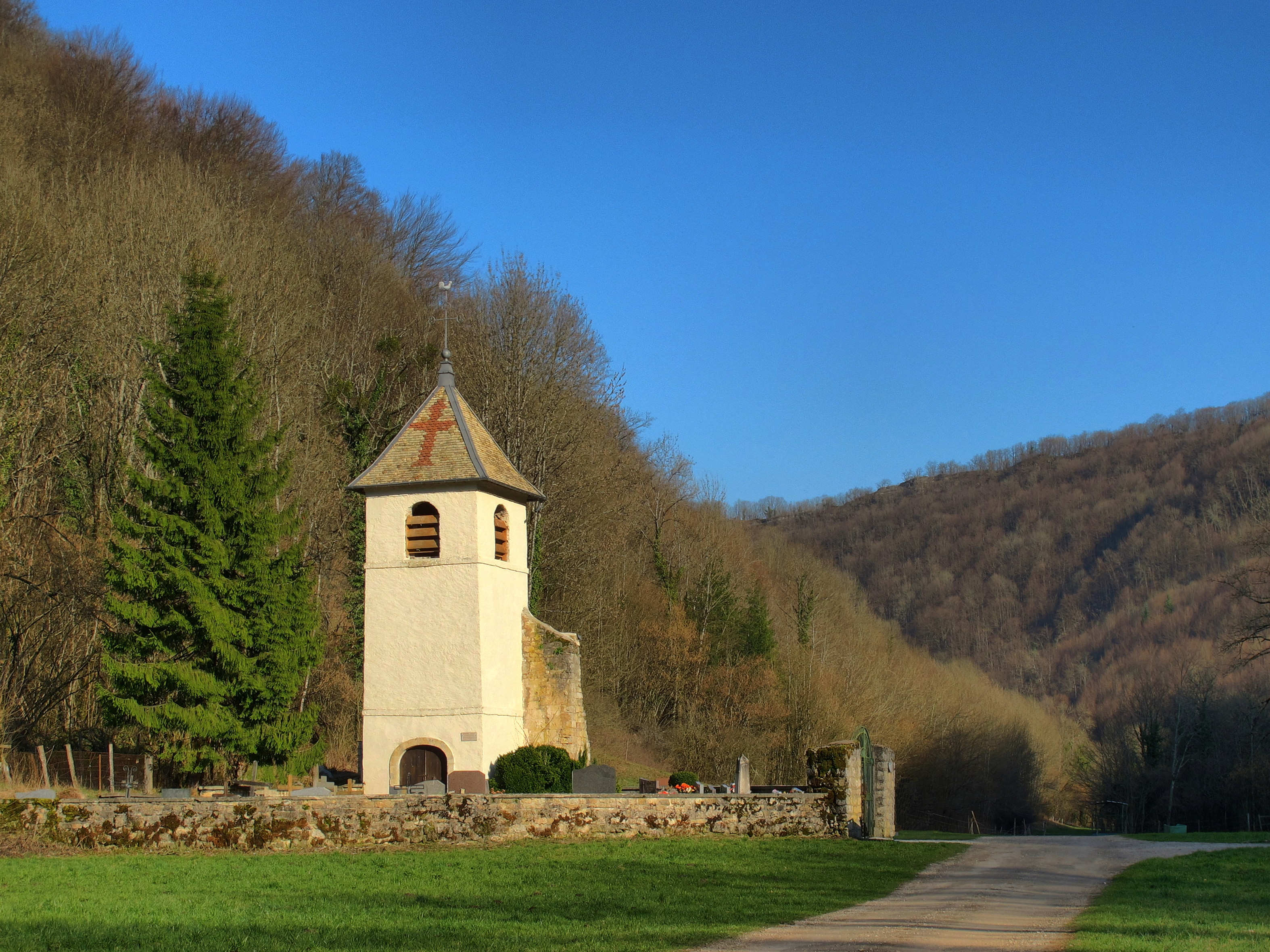
La chapelle du prieuré.
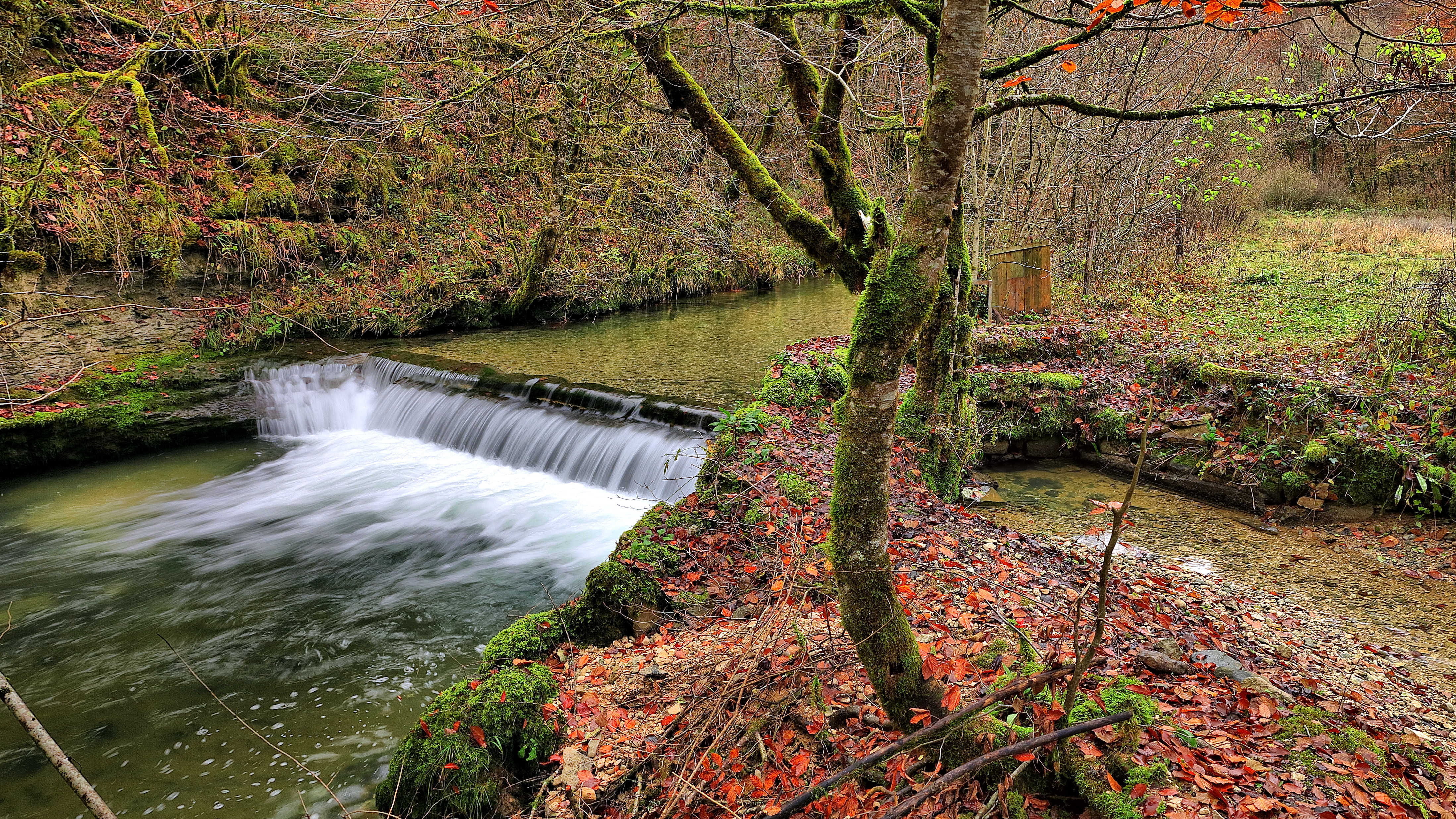
Le barrage du canal des moulins.

## Personnalités liées à la commune
Patrick André Lehmann, Professeur de Littérature Anglaise à l'Université de Besançon, est ancien conseiller municipal de la commune